# هارولد شو (مهندس)
هارولد شو (بالإنجليزية: Harold Shaw) هو مهندس أمريكي، ولد في 1906 في إنديانا في الولايات المتحدة، وتوفي في 4 نوفمبر 1941.